# Apocephalus extraneus
Apocephalus extraneus är en tvåvingeart som beskrevs av Brown 1997. Apocephalus extraneus ingår i släktet Apocephalus och familjen puckelflugor. Inga underarter finns listade i Catalogue of Life.